# Sport Club Internacional
Lo Sport Club Internacional, conosciuto come Internacional e in lingua italiana come Internazionale di Porto Alegre, è una società calcistica della città di Porto Alegre, nella regione del Rio Grande do Sul, in Brasile.
Fondata il 4 aprile 1909, la società gioca le partite casalinghe nello "Stadio José Pinheiro Borda", conosciuto e chiamato solitamente come "Stadio Gigante da Beira-Rio", che ha una capienza di 56.000 spettatori. I colori sociali sono il rosso e il bianco: maglia rossa, calzoncini bianchi e calzettoni bianchi. L'Internacional ha una grande rivalità con il Grêmio, squadra della stessa città, e il derby a cui danno vita è noto come "Gre-Nal".
Il maggiore successo del club risale al 2006, quando divenne campione del mondo battendo il Barcellona a Yokohama nella finale del Mondiale per club 2006. È l'unico club sudamericano ad avere vinto tutte e cinque le competizioni per club attualmente vigenti a livello internazionale (Copa Libertadores, Copa Sudamericana, Recopa Sudamericana, Coppa Suruga Bank e la Coppa del mondo per club FIFA).

## Storia

### Fondazione e i primi cinquant'anni
All'inizio del XX secolo, tre ragazzi, i fratelli Henrique e José Poppe Leão, insieme a Luiz Madeira Poppe e Gioacchino Guerreschi, figlio di immigrati italiani del Veneto, appena arrivati a Porto Alegre, desideravano poter giocare a calcio. Non vennero ammessi in nessuna squadra della città, e così decisero di fondare un loro club.

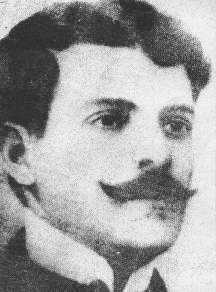
Henrique Poppe Leão, uno dei fondatori del club

Nella notte di lunedì 4 aprile 1909, nel seminterrato di una casa, 40 ragazzi (il doppio delle persone attese alla riunione), guidati dai tre già nominati, fondarono lo Sport Club Internacional. Gli anni quaranta sono stati notevoli per il club: la formazione denominata Rolo Compressor (rullo compressore) dominò la scena a livello statale, ottenendo sei campionati del Rio Grande do Sul, quota che verrà superata negli anni settanta con ben otto campionati successivi vinti dall´Inter. Quella squadra incluse alcuni degli elementi di spicco della storia del club, tra cui Alfeu, Tesourinha, Abigail, Carlitos e Adãozinho. Il termine "Rolo Compressor" fu coniato per rappresentare la forza con cui l'Internacional superasse i club avversari. La società portoalegrense fornì inoltre la maggior parte dei convocati per la Nazionale che vinse il Campionato Panamericano 1956, tenutosi in Messico.
Negli anni sessanta si decise di abbandonare lo stadio Eucaliptos, oramai inadeguato a contenere il numero di sostenitori del club: il 6 aprile 1969, dopo dieci anni di lavori, venne inaugurato lo Stadio Beira-Rio.

### Anni '70 e '80
Nel 1975, l'Internacional divenne la prima squadra di Rio Grande do Sul ad aggiudicarsi il campionato brasiliano, permettendo al calcio gaúcho di oltrepassare le frontiere statali con uno storico 1-0 (rete di Elías Figueroa) sul Cruzeiro, squadra del Minas Gerais, al Gigante da Beira-Rio. Inoltre fu al Beira-Rio che l'Internacional divenne due volte campione di Brasile, nel 1976 contro il Corinthians, vincendo per 2-0.
Nel 1979, l'Internacional divenne la prima e unica squadra a vincere il campionato brasiliano senza subire neanche una sconfitta. L'ultima gara, quella decisiva, fu una vittoria sul Vasco da Gama col punteggio di 2-1. Le vittorie proseguirono l'anno dopo a livello internazionale: nel 1980 la squadra riuscì a raggiungere le finali di Coppa Libertadores, perdendo però contro il Nacional Montevideo.

### Anni '90
Nel 1992, con una vittoria per 1-0 sulla Fluminense al Beira-Rio, l'Internacional mise in bacheca la Coppa del Brasile. Grazie a questo successo i portalegrensi guadagnarono il diritto di partecipare alla Coppa Libertadores 1993. Dopo tre pareggi, tre sconfitte e nessuna vittoria in un girone con Flamengo (Brasile), America de Cali e (entrambe squadre colombiane), l'Internacional venne però eliminato al primo turno. Sarebbero dovuti passare 13 anni prima che i Colorados tornassero a giocare nella Libertadores.

### Ultimo decennio
Il club andò vicino alla retrocessione per due volte, nel 1999 e nel 2002. Nella prima occasione, la partita della possibile salvezza era contro il Palmeiras, nello stadio Gigante da Beira-Rio. Quella partita è degna di menzione in quanto, dopo il gol dell'Internacional, sparirono quasi tutti i palloni nello stadio, il che causò numerose interruzioni e conseguenti perdite di tempo. La gara si chiuse 1-0 e l'Internacional rimase in Série A.
Nella seconda occasione, nel 2002, la squadra doveva giocare una gara decisiva contro il Paysandu a Belém; l'Internacional riuscì a vincere per 2-0, mantenendo il proprio posto in massima serie.
Nel 2005 l'Internacional giunse secondo nel campionato brasiliano, pareggiando il match decisivo con il Corinthians all'ultimo turno, dopo una stagione controversa che aveva visto annullate diverse partite truccate per uno scandalo scommesse. Nel 2006, l'Internacional si è aggiudicato i più importanti titoli della sua storia: la Coppa Libertadores e il Coppa del mondo per club 2006 (battuto il Barcellona 1-0 a Yokohama). Vincendo la Recopa Sudamericana l'anno dopo, l'Internacional si è assicurato un treble (Recopa, Mondiale e Coppa Libertadores).

### La prima vittoria della Libertadores
Il 16 agosto 2006, l'Internacional riuscì ad assicurarsi un pareggio contro i connazionali del San Paolo nella gara di ritorno della finale di Coppa Libertadores, venendo incoronato campione del Sud America per la prima volta nella sua storia.
Il cammino incluse otto vittorie, cinque pareggi e una sola sconfitta, contro gli ecuadoriani del LDU nei quarti di finale. Per vincere il titolo, l'Internacional dovette sconfiggere, tra gli altri, due club che avevano vinto il torneo tre volte - gli uruguagi del Nacional e il San Paolo, campioni in carica.
Al Morumbi, Rafael Sóbis andò a segno due volte nel secondo tempo prima che il difensore Edcarlos segnasse per il San Paolo. L'Internacional aveva bisogno soltanto di un pareggio nella gara di ritorno in casa: difatti riuscì a sfruttare al meglio il vantaggio casalingo e si qualificò per il Mondiale per club, da giocare in dicembre in Giappone.
L'attaccante Fernandão, che, insieme a Tinga, aveva segnato nella finale al Beira-Rio, fu uno dei 14 giocatori che chiusero come capocannonieri della Libertadores con cinque reti. Venne votato migliore in campo nella gara contro il San Paolo e si portò a casa la Toyota Corolla data come premio dallo sponsor Toyota. Fernandão mise l'auto all'asta e diede il denaro raccolto ad organizzazioni benefiche.

### Campioni del mondo
Con la vittoria nella Libertadores, l'Internacional si guadagnò un posto per il Campionato mondiale per club FIFA 2006, insieme agli altri campioni continentali del Barcellona (Spagna), del América (Messico), dell'Al-Ahly (Egitto), dello Jeonbuk Motors (Corea del Sud) e dell'Auckland City (Nuova Zelanda).
Dopo un turno preliminare tra i campioni d'Asia, d'Africa, d'Oceania e di Centro-Nord America, l'Internacional venne accoppiato per giocare la semifinale con gli egiziani dell'Ahly. I brasiliani segnarono con Alexandre Pato ma concessero il pareggio nel secondo tempo. Il sostituto Luiz Adriano riuscì però a segnare il gol della vittoria portando la squadra in finale contro il Barcellona. Gli spagnoli erano arrivati in finale dopo un 4-0 sul Club América.
A quattro anni di distanza da quel successo, l'Internacional si è assicurata la possibilità di replicarlo, ottenendo la qualificazione al Mondiale per club prima ancora di disputare la finale di Coppa Libertadores, vista l'impossibilità per gli avversari, i messicani del Chivas Guadalajara, di poter rappresentare la CONMEBOL nel Mondiale per club FIFA. Il 18 agosto arriva comunque la conquista della seconda Coppa Libertadores, dopo aver battuto il Chivas sia all'andata (2-1) che al ritorno a Porto Alegre (3-2). La difesa del titolo mondiale conquistato quattro anni prima però non riesce: l'Internacional, infatti, viene eliminato dalla Coppa del mondo per club FIFA 2010 (vinta dall'Internazionale di Milano) in semifinale dal TP Mazembe per 2-0: per la prima volta nella storia, la finale di Coppa del mondo per club non viene giocata da un club sudamericano.
Il 10 aprile 2011, dopo il licenziamento di Celso Roth, viene ingaggiato come allenatore Paulo Roberto Falcão che aveva già giocato con i Colorado dal 1973 al 1979.

### Retrocessione in Serie B e immediata risalita
Nella stagione 2016 la squadra, dopo un ottimo avvio iniziale, in cui finisce anche in testa per alcune giornate, inizia una lenta discesa verso la parte bassa della classifica. In Coppa del Brasile la squadra riesce ad arrivare fino alle semifinali, in cui si arrende all'Atletico Mineiro. All'ultima giornata, l'11 Dicembre, i Colorado non vanno oltre l'1-1 contro la Fluminense, concludendo il campionato al quart'ultimo posto, e retrocedendo per la prima volta nella loro storia retrocede in Serie B. Il giorno successivo viene sostituito l'allenatore Lisca con Antônio Carlos Zago. La squadra riesce a ritornare immediatamente in serie A, chiudendo al secondo posto in Serie B nel 2017.

### Anni 2020: vittoria sfiorata in campionato
Il campionato 2020 vede inizialmente l'Inter in lotta per la qualificazione alla Coppa Libertadores. Nel girone di ritorno, a seguito di un'inaspettata lunga serie di risultati positivi, la squadra inizia a scalare gradualmente la classifica fino a ritrovarsi nella lotta per la vittoria del titolo. Alla 30ª giornata i Colorado raggiungono il secondo posto, a un solo punto dal San Paolo capolista, e il turno successivo battono proprio il San Paolo nello scontro diretto, conquistando la testa del campionato.
La squadra rimane al 1º posto fino alla penultima giornata, quando viene superata dal Flamengo secondo in classifica, che vince per 2 a 1 lo scontro diretto e si porta a +2 dai riograndesi. All'ultima giornata la nuova capolista perde contro il San Paolo, ma l'Internacional non ne approfitta e pareggia 0 a 0 nello scontro casalingo contro un modesto Corinthians, consegnando il titolo nelle mani dei rubro-negros e perdendo l'occasione di riconquistare il titolo nazionale dopo 41 anni.
Nella stagione 2021 la squadra ottiene risultati molto deludenti: in campionato arriva 12º, in Coppa Libertadores esce agli ottavi di finale contro l'Olimpia, mentre in Coppa del Brasile viene eliminata dal modesto Vitória, militante in Série B.
L'annata successiva vede l'Inter tornare nelle posizioni di vertice in campionato, ottenendo il 2º posto finale. Al contrario il cammino nelle coppe si rivela ancora una volta disastroso: in Coppa Sudamericana viene eliminato ai quarti di finale dai modesti peruviani del Melgar, e in coppa nazionale esce addirittura al primo turno per mano del Globo, club attualmente militante in Série D.

## Colori e simbolo

### Stemma
Lo stemma ufficiale dell'Internacional presenta le iniziali SCI in bianco, intersecate su sfondo rosso. Il logo è sormontato da sei stelle: cinque sono dorate e simboleggiano le vittorie dei tre campionati brasiliani, della Coppa di Brasile e della Coppa Libertadores, mentre la sesta, più grande e color argento, è posizionata sopra le altre e ricorda la conquista della Coppa del mondo per club 2006.

### Bandiera
La bandiera ufficiale del club è rettangolare ed è divisa, dall'angolo superiore del lato dell'asta all'angolo inferiore opposto, in due triangoli rettangoli. Il triangolo con la base sull'asta è rosso, e riporta lo stemma ufficiale e la data di fondazione (1909), mentre quello con la base sul bordo esterno è bianco.

### Inno
L'inno ufficiale del club e della tifoseria si intitola Celeiro de Ases (che significa "Fabbrica di Assi"). Venne composto nel 1957 da Nélson Silva, compositore carioca che abitava a Porto Alegre.

### Mascotte
La mascotte della squadra è il saci, un personaggio del folclore brasiliano.

## Strutture

### Stadio
L'attuale stadio dell'Internacional è il José Pinheiro Borda, detto Stadio Beira-Rio o Gigante da Beira-Rio. Inaugurato nel 1969, ha una capacità massima di 56.000 spettatori. Il Beira-Rio ha rimpiazzato l'Estádio dos Eucaliptos, impianto che tra l'altro ospitò due gare dei Mondiali 1950. Il Beira-Rio è ritenuto uno degli stadi che ospiterà di sicuro delle gare nell'eventualità di una Coppa del Mondo da giocare in Brasile nel 2014.

#### Inaugurazione
Lo stadio Gigante da Beira-Rio venne inaugurato nel sereno pomeriggio di domenica 6 aprile 1969, con una partita vinta dall'Internacional 2-1 sui portoghesi del Benfica. I tifosi dell'Internacional aiutarono a edificare lo stadio, trasportando cemento, scatole di chiodi, barre di metallo e mattoni: la fatica della gente fu essenziale nella costruzione dell'impianto. Nei primi tempi, lo stadio poteva contenere più di 90.000 spettatori; ora, con la moderna regolamentazione FIFA, la capacità è di circa 58.306 tifosi.

### Il Centro Sportivo
Insieme allo stadio, il club possiede anche il Centro Sportivo di Beira-Rio, che include campi di allenamento, il palazzetto di Gigantinho e il centro nautico. Le squadre di ogni categoria lavorano insieme: in tal modo, per esempio, anche i giocatori under-15 possono intrattenersi con i propri idoli della prima squadra. Il centro sportivo comprende anche ristoranti, quartieri generali dei giocatori, sale per l'allenamento specifico, negozi, un museo, stanze per il consiglio di amministrazione, zone per le riunioni, per il marketing e per le telefonate, un parcheggio e una banca. Ha anche uno degli spogliatoi meglio equipaggiati del Brasile, uno dei più completi e lussuosi nel mondo, inaugurato nel 2004.
Il Gigantinho è il più grande palazzetto sportivo di proprietà di un club nel paese. Ha una capacità di 18.000 persone e perfette condizioni di sicurezza, di acustica e di luminosità per ogni tipo di evento, come concerti musicali o concorsi pubblici.

## Giocatori
Elenco dei Craques Colorados dal sito ufficiale.
- Bodinho
- Carlitos
- Paulo César Carpegiani
- Claudiomiro
- Dario
- Dunga
- Paulo Roberto Falcão
- Elías Figueroa

- Gérson
- Larry
- Lula
- Mauro Galvão
- Sylvio Pirillo
- Cláudio Taffarel
- Tesourinha
- Valdomiro

### Vincitori di titoli
Campioni del Sudamerica
- Charles Aránguiz (Cile 2015)

Calciatori campioni olimpici di calcio
- William (Rio de Janeiro 2016)
- Rodrigo Dourado (Rio de Janeiro 2016)

## Palmarès

### Competizioni nazionali
- Campionato brasiliano: 3

1975, 1976, 1979
- Coppa del Brasile: 1

1992

### Competizioni statali
- Campionato Gaúcho: 46  (record)

1927, 1934, 1940, 1941, 1942, 1943, 1944, 1945, 1947, 1948, 1950, 1951, 1952, 1953, 1955, 1961, 1969, 1970, 1971, 1972, 1973, 1974, 1975, 1976, 1978, 1981, 1982, 1983, 1984, 1991, 1992, 1994, 1997, 2002, 2003, 2004, 2005, 2008, 2009, 2011, 2012, 2013, 2014, 2015, 2016, 2025
- Campionato di Porto Alegre: 24

1913, 1914, 1915, 1916, 1917, 1920, 1922, 1927, 1934, 1936, 1940, 1941, 1942, 1943, 1944, 1945, 1947, 1948, 1950, 1951, 1952, 1953, 1955, 1972
- Copa FGF: 2

2009, 2010
- Recopa Gaúcha: 2

2016, 2017
- Campeonato da Região Sul-Fronteira: 1

2016

### Competizioni internazionali
- Coppa Libertadores: 2

2006, 2010
- Coppa del mondo per club: 1

2006
- Recopa Sudamericana: 2

2007, 2011 (record brasiliano condiviso con San Paolo e Grêmio)
- Coppa Sudamericana: 1

2008
- Coppa Suruga Bank: 1  (record brasiliano a pari merito con l'Atletico Paranaense)

2009

### Competizioni giovanili
- Copa São Paulo de Futebol Júnior: 5

1974, 1978, 1980, 1998, 2020
- Trofeo Dossena: 1

2005

## Statistiche

### Coppa Libertadores 2006
Fase a gironi
- 16/02/2006 - Maracaibo 1-1 Internacional - (José Pachencho Romero, Santa Rita)
- 23/02/2006 - Internacional 3-0 Nacional - (Beira-Rio, Porto Alegre)
- 08/03/2006 - UNAM Pumas 1-2 Internacional - (Universitario, Città del Messico)
- 22/03/2006 - Internacional 3-2 UNAM Pumas - (Beira-Rio, Porto Alegre)
- 04/04/2006 - Nacional 0-0 Internacional - (Parque Central, Montevideo)
- 18/04/2006 - Internacional 4-0 Maracaibo - (Beira-Rio, Porto Alegre)

Ottavi di finale
- 27/04/2006 - Nacional 1-2 Internacional - (Parque Central, Montevideo)
- 03/05/2006 - Internacional 0-0 Nacional - (Beira-Rio, Porto Alegre)

Quarti di finale
- 10/05/2006 - LDU Quito 2-1 Internacional - (La Casa Blanca, Quito)
- 19/07/2006 - Internacional 2-0 LDU Quito - (Beira-Rio, Porto Alegre)

Semifinali
- 27/07/2006 - Libertad 0-0 Internacional - (Estadio Defensores del Chaco, Asuncion)
- 03/08/2006 - Internacional 2-0 Libertad - (Beira-Rio, Porto Alegre)

Finali
- 09/08/2006 - San Paolo 1-2 Internacional - (Morumbi, San Paolo)
- 16/08/2006 - Internacional 2-2 San Paolo - (Beira-Rio, Porto Alegre)

### Coppa Libertadores 2010
Fase a gironi
- 23/02/2010 - Internacional 2x1 Emelec - (Beira-Rio, Porto Alegre)
- 11/03/2010 - Deportivo Quito 1x1 Internacional - (Olímpico Atahualpa, Quito)
- 18/03/2010 - Cerro 0x0 Internacional - (Atílio Paiva, Rivera)
- 31/03/2010 - Internacional 2x0 Cerro - (Beira-Rio, Porto Alegre)
- 14/04/2010 - Emelec 0x0 Internacional - (George Capwell, Guayaquil)
- 22/04/2010 - Internacional 3x0 Deportivo Quito - (Beira-Rio, Porto Alegre)

Ottavi di finale
- 28/04/2010 - Banfield 3x1 Internacional - (Florencio Sola, Banfield)
- 06/05/2010 - Internacional 2x0 Banfield - (Beira-Rio, Porto Alegre)

Quarti di finale
- 13/05/2010 - Internacional 1x0 Estudiantes - (Beira-Rio, Porto Alegre)
- 20/05/2010 - Estudiantes 2x1 Internacional - (Centenario, Quilmes)

Semifinali
- 28/07/2010 - Internacional 1x0 San Paolo - (Beira-Rio, Porto Alegre)
- 05/08/2010 - San Paolo 2x1 Internacional - (Morumbi, San Paolo)

Finali
- 11/08/2010 - Chivas Guadalajara 1x2 Internacional - (Omnilife, Zapopan)
- 18/08/2010 - Internacional 3x2 Chivas Guadalajara - (Beira-Rio, Porto Alegre)

## Record

### Record individuali
| Record di presenze - 803 - Valdomiro - 523 - Bibiano Pontes - 516 - D'Alessandro - 460 - Dorinho - 457 - Luiz Carlos Winck - 424 - Claudiomiro - 408 - Gainete - 396 - Mauro Galvão - 392 - Falcão - 391 - Índio - 386 - Bráulio - 384 - Carlitos | Record di reti - 485 - Carlitos - 235 - Bodinho - 210 - Claudiomiro - 191 - Valdomiro - 178 - Tesourinha - 176 - Larry - 153 - Villalba - 118 - Ivo Diogo - 117 - Jair - 109 - Leandro Damião - 108 - Adãozinho - 107 - Alfeu - 104 - Escurinho - 98 - Christian - 92 - D'Alessandro |

## Organico

### Rosa 2025
| N. |                     | Ruolo | Calciatore             |
| -- | ------------------- | ----- | ---------------------- |
| 1  | Uruguay (bandiera)  | P     | Sergio Rochet          |
| 2  | Brasile (bandiera)  | D     | Ramon Ramos Lima       |
| 3  | Uruguay (bandiera)  | D     | Agustín Rogel          |
| 4  | Brasile (bandiera)  | D     | Vitão                  |
| 5  | Brasile (bandiera)  | C     | Fernando Reges         |
| 6  | Brasile (bandiera)  | D     | Juninho                |
| 7  | Colombia (bandiera) | A     | Johan Carbonero        |
| 8  | Brasile (bandiera)  | C     | Bruno Henrique         |
| 9  | Brasile (bandiera)  | A     | Bruno Tabata           |
| 10 | Brasile (bandiera)  | C     | Alan Patrick           |
| 11 | Paraguay (bandiera) | C     | Óscar David Romero     |
| 12 | Brasile (bandiera)  | P     | Ivan Quaresma da Silva |
| 13 | Ecuador (bandiera)  | A     | Enner Valencia         |
| 14 | Brasile (bandiera)  | C     | Diego Rosa             |
| 15 | Brasile (bandiera)  | C     | Bruno Gomes            |
| 16 | Brasile (bandiera)  | C     | Ronaldo                |

| N. |                      | Ruolo | Calciatore         |
| -- | -------------------- | ----- | ------------------ |
| 19 | Colombia (bandiera)  | A     | Rafael Borré       |
| 20 | Brasile (bandiera)   | D     | Clayton Sampaio    |
| 21 | Brasile (bandiera)   | A     | Wesley             |
| 22 | Brasile (bandiera)   | P     | Kauan Jesus        |
| 23 | Brasile (bandiera)   | D     | Nathan             |
| 24 | Brasile (bandiera)   | P     | Anthoni            |
| 25 | Argentina (bandiera) | D     | Gabriel Mercado    |
| 26 | Argentina (bandiera) | D     | Alexandro Bernabei |
| 27 | Brasile (bandiera)   | D     | Kaique Rocha       |
| 28 | Brasile (bandiera)   | A     | Vitinho            |
| 34 | Brasile (bandiera)   | C     | Gabriel Carvalho   |
| 35 | Argentina (bandiera) | D     | Braian Aguirre     |
| 41 | Brasile (bandiera)   | D     | Victor Gabriel     |
| 45 | Brasile (bandiera)   | A     | Lucca              |
| 47 | Brasile (bandiera)   | C     | Gustavo Prado      |
| 49 | Brasile (bandiera)   | A     | Ricardo Mathias    |

### Staff tecnico

#### Prima squadra
- Roger Machado – Allenatore
- Leomir, Robertinho – Assistenti allenatore
- Ilo Roxo – Allenatore portieri
- Dudu – Preparatore
- Carlos Poisl, Luciano Ramires, Luiz Crescente – Medici sociali
- César Abs, Túlio Menesez – Fisioterapisti
- Paulo Renato Avis da Silva (Banha), Juarez Quintanilha – Massaggiatori

#### Squadra B
- Luiz Carlos de Lorenzi (Lisca) – Allenatore
- Hilário Melo – Preparatore

#### Squadra Under-20
- Marcelo Estigarribia – Allenatore
- Daniel Pavan – Allenatore portieri

#### Squadra Under-18
- Osmar Loss – Allenatore
- André Volpe – Preparatore
- Leonardo Corbellini – Allenatore portieri
- André Jardine – Assistente tecnico